# Aufrechnung (Österreich)
Aufrechnung (Kompensation) ist ein Rechtsbegriff aus dem Schuldrecht. Die Aufrechnung bewirkt die Aufhebung einer Forderung durch eine Gegenforderung. Ihrer Rechtsnatur nach ist sie ein sog. Erfüllungssurrogat (das bedeutet in diesem Zusammenhang: Es kommt nicht zum ursprünglichen vorgesehenen Leistungsaustausch, dennoch erlöschen die Ansprüche aus dem Schuldverhältnis, soweit sie sich gegenüberstehen), sowie einseitiges Verfügungsgeschäft (Gestaltungsgeschäft).

Erlöschen eines Schuldverhältnisses

Es kann zwischen einverständlicher und einseitiger Aufrechnung unterschieden werden:

## Einverständliche Aufrechnung
Für die einverständliche Aufrechnung besteht Vertragsfreiheit, es können beliebige Forderungen durch Kompensation erloschen werden.

## Einseitige Aufrechnung
Eine einseitige Aufrechnung liegt vor, wenn ein Forderungsberechtigter die Aufrechnung erklärt (Aufrechnungserklärung). Ein "ipso iure compensatur", also eine automatische Aufrechnung findet nicht statt; sie muss erklärt werden.
Hier gelten folgende Voraussetzungen:
- Gegenseitigkeit; der Gläubiger der einen Forderung muss Schuldner der anderen (Aufrechnungs-)Forderung sein bzw. vis versa.
- Fälligkeit; mit nicht fälligen Forderungen kann nur ausnahmsweise aufgerechnet werden, etwa dann wenn eine vorzeitige Leistung möglich ist.
- Klagbarkeit; so kann mit der Forderung von einer Naturalobligation nicht aufgerechnet werden, gegen eine solche jedoch schon ("mit" bedeutet, dass derjenige, der die Aufrechnung erklärt mit seiner Forderung gegen den anderen aus einer Naturalobligation nicht aufrechnen kann; umgekehrt, also "gegen" eine Forderung aus einer Naturalobligation ist unproblematisch).
- Gleichartigkeit: die jeweiligen gegenüberstehenden Forderungen müssen in "Art und Güte" gleich sein (sonst könnte jeder synalagmatische Vertrag jeweils durch Aufrechnung "erfüllt" werden). Geldforderungen sind unproblematisch, da sie immer gleichartig sind.
- Aufrechnungsverbote
  - vereinbarte, wobei die Unwirksamkeit im Verbrauchergeschäft und im Insolvenzfall zu beachten ist.
  - gesetzliche: Bei eigenmächtig (z. B. Diebstahl) oder listig (z. B. Betrug) entzogenen, entlehnten (Leihe), in Verwahrung oder in Bestand genommenen Sachen ist die Aufrechnung für den Dieb etc. ausgeschlossen.

Dabei wirkt die Aufrechnung zurück auf den Zeitpunkt des erstmaligen aufrechenbaren -
also obige Voraussetzungen erfüllenden - Gegenüberstehens (Verzugs(zinsen)folge).